# Sigüeiro
Sigüeiro es una villa de la parroquia de Oroso, en el municipio coruñés de Oroso. Según el IGE en 2018 tenía 3.845 habitantes (1.921 hombres y 1.924 mujeres). Es la capital administrativa del ayuntamiento.

## Historia
Hasta el 2005 existían oficialmente dos lugares con el nombre de Sigüeiro en los ayuntamientos de Oroso y Santiago de Compostela. El Decreto 25/2005 del 3 de febrero (DOG nº 34 del 18 de febrero) incorporó el lugar del ayuntamiento de Santiago al ayuntamiento de Oroso ya que, como se recoge en dicho decreto, "en la actualidad Sigüeiro se configura como un único núcleo urbano, integrado por Sigüeiro de Oroso y Sigüeiro de Santiago de Compostela". Paradójicamente, en el nomenclátor de la Junta de Galicia siguen apareciendo en 2015 ambos lugares en su respectivo ayuntamiento, hecho que está en contradicción con el Decreto anteriormente nominado.
Sigüeiro pertenece a la parroquia de Barciela cuyo territorio se reparte entre los ayuntamientos de Oroso y Santiago de Compostela.

## Localización
Sigüeiro está a pocos kilómetros de Santiago de Compostela, que se recorren en 10 o 15 minutos en coche por la N-550 o por la AP-9.